# Richard Matt
Richard William Matt est né le 25 juin 1966 et est mort le 26 juin 2015 à Malone, également dans l'État de New York. Ce criminel américain est connu pour plusieurs évasions de prison, en particulier celle de l'établissement correctionnel de Clinton de 2015, qu'il a réalisée avec son codétenu David Sweat. 

## Biographie

### Enfance
Richard Matt et son frère Robert, qui se tournera lui aussi vers une carrière criminelle, ont grandi à Tonawanda, leur ville natale, mais leur père biologique a été condamné à de nombreuses reprises pour plusieurs délits tels que des agressions et des cambriolages. Les deux frères ont donc été placés en famille d'accueil mais, à la suite de nombreux problèmes de comportement à l'école et au vol d'une péniche, Richard Matt a été placé en foyer mais s'en est évadé en chevauchant un cheval avant de se cacher à l'Allegany State Park, un parc naturel de l'État de New York.

### Carrière criminelle
En juin 1986, alors que Richard Matt est incarcéré à l'Erie County Correctional Facility, un pénitencier de l'État de New York, il s'évade en escaladant une clôture puis monte dans un camion de marchandises pour se rendre chez son frère, où il est finalement recapturé par la police. 
En 1991, Matt convainc un autre prisonnier, David Telstar, de payer une caution de 15 000 dollars pour le faire libérer alors qu'il attend son procès pour viol et agression. Teslar a promis 100 000 dollars supplémentaires à Matt en échange de la réalisation d'un meurtre, mais Matt décide par la suite de le dénoncer, dans l'espoir d'obtenir une réduction de peine, qui ne lui sera finalement pas accordée. 
Le 3 décembre 1997, avec l'aide de son complice Lee Bates Richard Matt kidnappe à son domicile William Rickerson, son ancien employeur et le transporte dans le coffre de sa voiture. Convaincu que Rickerson a accès à une grosse somme d'argent, Bates s'arrête pour le battre en exigeant de savoir où se trouve cet argent. Matt brise ensuite le cou de Rickerson, le démembre puis le jette dans une rivière. 
Pour échapper à la police américaine, Matt s'est réfugié à Matamoros, une ville du Mexique. Le 20 février 1998, Matt a poignardé Charles Arnold Perreault, un ingénieur américain employé au Mexique pour lui voler son argent mais a été arrêté par la police mexicaine peu de temps après. 
Reconnu coupable de meurtre par un tribunal mexicain, Richard Matt est condamné à 23 ans d'emprisonnement. Durant son incarcération, il tente de s'évader en grimpant sur le toit de la prison mais il est aperçu par les gardiens qui lui tirent dessus. Capturé vivant, Matt est donc réincarcéré.  
En 2007, Matt est extradé vers les États-Unis et est jugé pour le meurtre de Rickerson. Il est condamné à la prison à perpétuité sans possibilité de libération conditionnelle avant 2032. Il est envoyé purger sa peine à l'établissement correctionnel de Clinton, situé dans l'État de New York. 

### Évasion de l'établissement correctionnel de Clinton
Dans la nuit du 4 au 5 juin 2015, Richard Matt et David Sweat (un autre détenu, condamné à la prison à perpétuité pour avoir tué un shérif adjoint), réussissent à s'évader de l'établissement correctionnel de Clinton, au cours de l'une des évasions les plus rocambolesques de l'histoire carcérale américaine. 
Depuis plusieurs semaines, ils avaient tous deux creusé des trous dans les murs au fond de leurs cellules, ce qui leur a permis d'emprunter une passerelle conduisant dans les sous-sols de la prison, où ils ont réussi à percer de gros tuyaux, afin de s'évader par une bouche d'égout située non loin de la prison. Au bout de leur tunnel, ils laissent un post-it à destination des enquêteurs comprenant un smiley moqueur et l'inscription Have a nice day. Matt et Sweat sont les deux premiers prisonniers à réussir à s'évader du quartier de haute sécurité de l'établissement correctionnel de Clinton. 
Ils ont tous deux été aidés dans leur évasion par deux employés du pénitencier qui leur ont fourni des outils cachés dans de la viande. De plus, l'un de ces deux employés devait initialement venir chercher les deux fugitifs en voiture après leur évasion, mais y a finalement renoncé par peur d'être découvert, et laisse donc  Sweat et Matt s'enfuir seuls. 
Pour tromper les gardiens, les détenus leur ont fait croire qu'ils dormaient grâce à un rembourrage de vêtements sous leurs couvertures. Ce n'est donc que le lendemain matin, vers 5 h 30, que les gardiens découvrent l'évasion et donnent l'alerte. Plus de 1 300 policiers sont chargés de retrouver les deux fugitifs, qui ont répandu du poivre sur leur passage pour éviter que des chiens puissent retrouver leur piste.

### Mort
Le 26 juin 2015 dans le village de Malone, situé dans l'État de New York, après 20 jours de cavale, Richard Matt tire sur une caravane de camping pour tuer son propriétaire et s'emparer du véhicule mais échoue et le propriétaire de la caravane prévient la police. Les policiers se mettent à enquêter sur la zone et finissent par trouver Matt armé d'un fusil de chasse à qui ils ordonnent de déposer son arme. Face au refus de Matt, les policiers lui tirent dessus et l'abattent de trois balles dans la tête. Sweat sera quant à lui capturé vivant  deux jours plus tard à Constable, une ville de l'État de New York située près de la frontière avec le Canada.